# Else Kornis
Else Kornis (geboren als Else Pereles 24. Januar 1889 in Prag, Österreich-Ungarn; gestorben  18. Dezember 1983 in Ottmaring (Friedberg)) war eine rumänische Schriftstellerin deutscher Sprache und Übersetzerin aus dem Rumänischen, Ungarischen und Russischen.

Else Kornis (ohne Jahr)

## Leben
Else Pereles war das fünfte Kind des Kaufmanns Adolf Pereles. Ihre Mutter Mathilde führte, nachdem der Mann berufsunfähig erkrankt war, eine kleine Schneiderei für Kinderbekleidung, sie gehörten zum Judentum Prags. Sie besuchte die Realschule und die Handelsschule und machte eine Lehre als Modistin. Sie war am kulturellen Leben interessiert, bewunderte die Dichter des Prager Kreises und kam in Kontakt mit dem wenig älteren Ernst Polak, der auf dem Weg war, ein Literaturkritiker zu werden.
Nach dem frühen Tod des Vaters ging sie 1913 eine Konvenienzehe mit dem Farben- und Baustoffhändler Karl Kornis in Temeswar ein, sie hatten drei Kinder. In Temeswar war sie in einem Kreis von Schriftstellern und Künstlern eingebunden, der Bildhauer und Grafiker Ferdinand Gallas fertigte für sie ein Exlibris. Der Schriftsteller Franz Xaver Kappus verschuf ihr Zugang zur Temesvarer Zeitung, in der sie Endre Adys Gedicht Vetter Tod in eigener Übersetzung veröffentlichen durfte. Gelegentlich erschienen in der Zeitung einzelne Gedichte von ihr. Mit Gallas schuf sie um 1933 einen Band mit Linolschnitten. Ihr Mann starb bereits 1933, und der 1917 geborene Sohn Geza führte fortan das Geschäft zusammen mit einem Vetter. Im Zweiten Weltkrieg wurde Geza in das rumänische Konzentrationslager Wapnjarka und das Zwangsghetto Olgopol im von Rumänien annektierten Transnistrien deportiert und war 1944 nach dem Rückzug der rumänischen Truppen noch in einem Zwangsarbeitslager in Lucareț inhaftiert. Ihre in dieser Zeit entstandenen Gedichte wurden 1945 in der Anthologie Geleit durch die Zeit gedruckt.
Nach dem Krieg übersiedelte sie 1950 zu ihren Söhnen nach Bukarest, wo sie für zwei Jahre eine Arbeit als Lektorin für deutschsprachige Schulbücher beim Unterrichtsministerium fand. Sie übersetzte kommunistisch-linientreue tschechische, ungarische und rumänische Literatur ins Deutsche. Danach arbeitete sie als freie Übersetzerin und Kinderbuchautorin und wurde Mitglied in der deutschen Sektion des rumänischen Schriftstellerverbandes und damit offizieller Teil der rumäniendeutschen Literatur im kommunistischen Rumänien. 1964 erschien ihr Gedichtband Jahre kommen, Jahre gehen im Bukarester Literatur-Verlag. Der Band Feierabend. Gedichte erschien 1967 im selben Verlag. Es folgten mehrere Kinderbücher, die sie zum Teil mit anderen Autorinnen verfasste. Außerdem erledigte sie literarische Übersetzungsaufträge.
In den 1970er Jahren nahm der politische Druck im kommunistisch regierten Rumänien zu, und ihre Kinder emigrierten in den Westen. Sie flüchtete schließlich 1975 nach New York City zu ihrer Tochter. Als ihr dreijähriges Visum in den USA ablief, kam sie 1978 in der Bundesrepublik Deutschland im Ökumenischen Lebenszentrum Ottmaring unter, wo dessen Leitung sie bei der Veröffentlichung ihrer Erinnerungen unterstützte.

## Werke (Auswahl)
- Immer vorwärts! Verse. 1955
- Lotte Berg; Else Kornis: Summsi : Die Geschichte einer Biene. Illustrationen von Al. Alexe. Bukarest : Jugendverlag, 1956
- Allerlei in bunter Reih. Bukarest : Jugendverlag, 1960
- Klein-Kathrein als Schülerin. Bukarest : Jugendverlag, 1963
- Jahre kommen, Jahre gehen. Gedichte. Bukarest : Literatur-Verlag, 1964
- Blumenpeter. Ungarische Volksmärchen. Bukarest : Jugendverlag, 1964
- Wiedewitt, Zwitscherich und ihre Freunde. Bukarest : Jugendverlag, 1965
- Feierabend. Gedichte. Bukarest : Literatur-Verlag, 1967
- Rita, Dita und Melitta. Bukarest : Jugendverlag, 1968
- Kindheit und Jugend im alten Prag : Erinnerungen. Bukarest : Kriterion, 1972
- Lenchen, kennst du deinen Park?. Illustrationen Hildegard Klepper-Paar. Bukarest : Kriterion, 1969
- Neue Freunde. Illustrationen Hildegard Klepper-Paar. Bukarest : Kriterion, 1970
- Tagebuchblätter. Augsburg : Negele-Druck, 1981
- Erinnerungen. 1982
- Klänge durch meine Jahre. 1983